# روبرت ويليامسون ستيل
روبرت ويليامسون ستيل (بالإنجليزية: Robert Williamson Steele)‏ هو سياسي أمريكي، ولد في 14 يناير 1820 في تشيليكوث في الولايات المتحدة، وتوفي في 7 فبراير 1901 في كولورادو سبرينغس في الولايات المتحدة. حزبياً، نشط في الحزب الديمقراطي.